# Список глав государств в 1216 году
Список глав государств в 1215 году — 1216 год — Список глав государств в 1217 году — Список глав государств по годам

## Азия
- Аббасидский халифат — Ан-Насир Лидиниллах, халиф (1180 — 1225)
- Айюбиды —
  - Аз-Захир Гази, эмир Алеппо[англ.] (1193 — 1216)
  - Аль-Азиз Мухаммад, эмир Алеппо[англ.] (1216 — 1236)
  - Аль-Адиль I (Сайф ад-Дин), эмир Дамаска[англ.] (1196 — 1218)
  - Аль-Масуд Юсуф, эмир Йемена[англ.] (1215 — 1229)
  - Аль-Ашраф Муса, эмир Месопотамии[англ.] (1210 — 1220)
  - Аль-Мансур Мухаммад I, эмир Хамы[англ.] (1191 — 1221)
  - Аль-Муджахид Ширкух, эмир Хомса[англ.] (1186 — 1240)
- Анатолийские бейлики —
  - Артукиды —
    - Насир ад-дин Махмуд ибн Мухаммад, эмир (Хисн Кайф) (1201 — 1222)
    - Атрук-Арслан Насир, эмир (Мардин) (1201 — 1239)

  - Менгджуки (Менгучегиды) — Фахр ад-дин Бахрам-шах, бей (1155 — 1218)
- Антиохийское княжество — 
  - Боэмунд IV, князь (1201 — 1216, 1219 — 1233)
  - Раймунд-Рубен, князь (1216 — 1219)
- Грузинское царство — Георгий IV Лаша, царь (ок. 1213 — 1223)
- Дайвьет — Ли Хюэ Тонг, император[англ.] (1210 — 1224)
- Дали (Дачжун) — Дуань Чжисян, император (1204 — 1238)
- Джафна — Калинга Магха, царь[англ.] (1215 — 1255)
- Иерусалимское королевство — Иоланта, королева (1212 — 1228)
- Ильдегизиды — Узбек, великий атабек (1210 — 1225)
- Индия —
  - Венад[англ.] — Рави Керала Варма Тирувади, махараджа[англ.] (1214 — 1240)
  - Восточные Ганги[англ.] — Анангабхима Дева II, царь[англ.] (1211 — 1238)
  - Делийский султанат — Илтутмиш, султан (1211 — 1236)
  - Какатия — Ганапати, раджа (1199 — 1261)
  - Качари — Макардвай Нарайян, царь (ок. 1210 — ок. 1286)
  - Кашмир (Лохара) — Раджадева, царь[англ.] (1212/1213 — 1235)
  - Кхен — Притху, махараджа (1185 — 1228)
  - Пандья — 
    - Куласекаран I, раджа (1190 — 1216)
    - Мараварман Сундара, раджа (1216 — 1238)

  - Парамара[англ.] — Арьюнаварман I, махараджа[англ.] (1210 — 1218)
  - Сена — Вишварупа Сена, раджа (1206 — 1225)
  - Соланки — Бхимадева II Бхоло, раджа (1178 — 1242)
  - Хойсала — Вира Баллаладэва II, махараджадхираджа (1187 — 1220)
  - Чандела — Траилокьяварман, раджа (1203 — 1254)
  - Чола — Кулоттунга Чола III, махараджа (1178 — 1218)
  - Ядавы (Сеунадеша) — Сингхана II, махараджа (1200 — 1247)
- Иран —
  -  Хазараспиды — Малик Хазарасп, атабек (1204 — 1248)
- Кедах — Мухаммад Шах, султан[англ.] (1201 — 1236)
- Киликийское царство — Левон II, царь (1198 — 1219)
- Кипрское королевство — Гуго I, король (1205 — 1218)
- Китай —
  -  Империя Сун  — Нин-цзун (Чжао Ко), император (1194 — 1224)
  - Западное Ся — Шэнь-цзун (Ли Цзуньсюй), император (1211 — 1223)
  - Каракитайское ханство (Западное Ляо) — Кучлук, гурхан (1213 — 1218)
  - Цзинь — Ваньянь Сюнь (Сюань-цзун), император (1213 — 1224)
- Кхмерская империя (Камбуджадеша) — Джайаварман VII, император (1178 — 1218)
- Сельджукиды — Кей-Кавус I, султан (1211 — 1219)
- Корея (Корё)  — Коджон, ван (1213 — 1259)
- Лемро — Летья I, царь[англ.] (1210 — 1218)
- Мальдивы — Вади, султан (1214 — 1233)
- Монгольская империя — Чингисхан, великий хан (1206 — 1227)
- Никейская империя — Феодор I Ласкарис, император (1206 — 1221)
- Паган — Тиломинло, царь[англ.] (1211 — 1235)
- Рюкю — Сюнтэн, ван (1187 — 1237)
- Сельджукиды — Изз ад-Дин Масуд II, эмир Мосула (1211 — 1218)
- Сунда — Гуру Дармасикса, махараджа (1175 — 1297)
- Трапезундская империя — Алексей I Великий Комнин, император (1204 — 1222)
- Графство Триполи — Боэмунд IV, граф (1189 — 1233)
- Тямпа — Кам Бо Туок, князь (1203 — 1220)
- Государство Хорезмшахов — Ала ад-Дин Мухаммед II, хорезмшах (1200 — 1220)
- Ширван — Гершасп ибн Фаррухзад, ширваншах (1204 — 1225)
- Япония — 
  - Дзюнтоку, император (1210 — 1221)
  - Минамото-но Санэтомо, сёгун (1203 — 1219)

## Америка
- Куско — Манко Капак, сапа инка (1200 — 1230)

## Африка
- Айюбиды — Аль-Адиль I, султан Египта (1200 — 1218)
- Альмохады — Юсуф аль-Мустансир, халиф (1213 — 1224)
- Бенинское царство — Эвека I, оба[англ.] (1180 — 1246)
- Гана — Сумаба Сиссе, царь (1203 — 1235)
- Канем — Абд аль Джелил Сельма I ибн Бироку, маи (1194 — 1221)
- Каниага — Сумангуру Кваннте, царь (ок. 1200 — 1235)
- Килва — Халид ибн Сулейман, султан (1215 — 1225)
- Мариниды — Абд аль-Хак I, султан (1215 — 1217)
- Нри[англ.] — Буифе, эзе[англ.] (1159 — 1259)
- Эфиопия — Йэтбарак, император (1207 — 1247)

## Европа
- Англия — 
  - Иоанн Безземельный, король (1199 — 1216)
  - Генрих III, король (1216 — 1272)
- Болгарское царство — Борил, царь (1207 — 1218)
- Босния — Степан, бан (1204 — 1232)
- Венгрия — Андраш II, король (1205 — 1235)
- Венецианская республика — Пьетро Дзиани, дож (1205 — 1230)
- Дания — Вальдемар II Победоносный, король (1202 — 1241)
- Ирландия —
  - Десмонд — Диармайт Дуна Дройгнен Маккарти, король (1207 — 1229)
  - Коннахт — Катал Кробдерг мак Тойрдельбайг, король (1189 — 1224)
  - Тир Эогайн — Аод Мейх мак Аода О’Нейлл, король (1196 — 1230)
  - Томонд — Доннхад Кайрпрех мак Домнайлл O’Брайен, король (1210 — 1242)
- Испания —
  - Ампурьяс — Уго IV, граф (ок. 1200 — 1230)
  - Арагон — Хайме I Завоеватель, король (1213 — 1276)
  - Кастилия — Энрике I, король (1214 — 1217)
  - Леон — Альфонсо IX, король (1188 — 1230)
  - Наварра — Санчо VII Сильный, король (1194 — 1234)
  - Пальярс Верхний — Гильельма, графиня (ок. 1199 — ок. 1229)
  - Прованс — Раймунд Беренгер IV, граф (1209 — 1245)
  - Урхель — Журо IV де Кабрера, граф (1214 — 1228)
- Киевская Русь (Древнерусское государство) — 
  -  Владимиро-Суздальское княжество — 
    - Юрий Всеволодович, великий князь Владимирский (1212 — 1216, 1218 — 1238)
    - Константин Всеволодович, великий князь Владимирский (1216 — 1218)
    -  Городецкое княжество — Юрий Всеволодович, князь (1216 — 1217)
    -  Переяславль-Залесское княжество — Ярослав Всеволодович, князь (1212 — 1246)
    -  Ростовское княжество — Константин Всеволодович, князь (1208 — 1218)
    -  Юрьевское княжество — Святослав Всеволодович, князья (1212 — 1228, 1248 — 1252)

  -  Киевское княжество — Мстислав Романович Старый, великий князь Киевский (1212 — 1223)
  -  Галицко-Волынское княжество — 
    -  Белзское княжество — Александр Всеволодович, князь (1195 — 1207, 1215 — 1233)
    -  Волынское княжество — Даниил Романович, князь (1215 — 1238)
    -  Галицкое княжество — Коломан Венгерский, князь (1213 — 1215, 1215 — 1219)

  -  Луцкое княжество — Ингварь Ярославич, князь (1180 — 1220)
  -  Муромское княжество — Давыд Юрьевич, князь (1203 — 1228)
  -  Новгород-Северское княжество — Мстислав Глебович, князь (ок. 1212 — ок. 1238)
  -  Новгородское княжество — 
    - Ярослав Всеволодович, князь (1215 — 1216, 1221 — 1223, 1226 — 1229, 1230 — 1236)
    - Мстислав Мстиславич Удатный, князь (1210 — 1215, 1216 — 1217)

  -  Овручское княжество — Ростислав Рюрикович, князь (1210 — 1218)
  -  Полоцкое княжество — 
    - Владимир, князь (ок. 1186 — 1216)
    - Василько Володаревич, князь (1216 — 1222)
    -  Витебское княжество — Василько Брячиславич, князь (1186 — 1221)

  -  Пронское княжество — Олег Владимирович, князь (1207 — 1217)
  -  Псковское княжество — Владимир Мстиславич, князь (1208 — 1212, 1214 — 1222)
  -  Рязанское княжество — Глеб Владимирович, князь (1212 — ок. 1217)
  -  Смоленское княжество — Владимир Рюрикович, князь (1214 — 1219)
  -  Туровское княжество — Андрей Иванович, князь (1195 — 1223)
  -  Черниговское княжество — Глеб Святославич, князь (1215 — ок. 1217)
- Латинская империя — 
  - Генрих I Фландрский, император (1206 — 1216)
  - Пьер II де Куртене, император (1216 — 1217)
  - Герцогство Афинское — Оттон де ла Рош, герцог (1204 — 1225)
  - Ахейское княжество — Жоффруа I де Виллардуэн, князь (1209 — 1229)
  - Наксосское герцогство —  Марко I Санудо, герцог (1207 — 1227)
  - Королевство Фессалоники — Димитрий Монферратский, король (1207 — 1224)
  - Эпирское царство — Феодор Комнин Дука, царь (1215 — 1230)
- Норвегия — 
  - Инге II, король (1204 — 1217)
  - Филипп Симонссон, король (1207 — 1217)
- Орден меченосцев — Фольквин фон Наумбург, магистр (1209 — 1236)
- Островов королевство —
  - Дункан, король Островов и Аргайла (ок. 1200 — 1247)
  - Дугал II Скрич, король Островов и Аргайла (ок. 1200 — ок. 1235)
  - Руаири, король Островов и Гарморана (1210 — ок. 1240)
  - Дональд, король Островов и Кинтайра (1209 — ок. 1250)
  - Рёгнвальд IV, король Островов и Мэна (1187 — 1226)
- Папская область — 
  - Иннокентий III, папа римский (1198 — 1216)
  - Гонорий III, папа римский (1216 — 1227)
- Польша —
  - Краковское княжество — Лешек Белый, князь (1194 — 1198, 1199, 1206 — 1210, 1211 — 1227)
  - Великопольское княжество — Владислав III Тонконогий, князь (1202 — 1229)
    - Калишское княжество — Владислав Одонич, князь (1207 — 1217)

  - Куявское княжество — Конрад I Мазовецкий, князь (1202 — 1233)
  - Сандомирское княжество — Лешек Белый, князь (1194 — 1227)
  - Силезское княжество —
    - Нижняя Силезия — Генрих I Бородатый, князь[англ.] (1201 — 1238)
    - Опольско-ратиборское княжество — Казимир I, князь (1211 — 1230)

  - Мазовецкое княжество — Конрад I, князь[англ.] (1194 — 1247)
- Померания —
  - Померания-Деммин — Казимир II, герцог (1211 — 1219)
  - Померания-Щецин — Богуслав II, герцог (1211 — 1220)
- Померелия (Поморье) — Мстивой I, князь (1205 — 1220)
- Португалия — Афонсу II, король (1212 — 1223)
- Священная Римская империя — Фридрих II, король Германии (1212 — 1220)
  - Австрия — Леопольд VI, герцог (1198 — 1230)
  - Ангальт — Генрих I, граф (1212 — 1218)
  - Бавария — Людвиг I, герцог (1183 — 1231)
  - Баден — Герман V, маркграф (1190 — 1243)
    - Баден-Хахберг — Генрих I, маркграф (1190 — 1231)

  - Бар — Генрих II, граф (1214 — 1239)
  - Берг — Адольф III, граф (1189 — 1218)
  - Брабант — Генрих I Смелый, герцог (1183 — 1235)
  - Бранденбург — Альбрехт II, маркграф (1205 — 1220)
  - Бургундия (графство) — Беатрис II, пфальцграфиня (1205 — 1231)
  - Вальдек — Герман I, граф (1184 — 1224)
  - Веймар-Орламюнде[нем.] — 
    - Альбрехт II, граф (1211 — 1245)
    - Герман II, граф (1211 — 1247)

  - Вестфалия — Энгельберт фон Альтена-Берг, герцог (архиепископ Кёльна) (1216 — 1225)
  - Вюртемберг —
    - Гартман, граф (1181 — ок. 1240)
    - Людвиг III, граф (1181 — ок. 1241)

  - Гелдерн — Герхард III, граф (1207 — 1229)
  - Голландия — Виллем I, граф (1203 — 1222)
  - Каринтия — Бернард, герцог (1201 — 1256)
  - Клеве — Дитрих V, граф (1201 — 1260)
  - Лимбург — Генрих III, герцог (1167 — 1221)
  - Лотарингия — Тибо I, герцог (1213 — 1220)
  - Лужицкая (Саксонская Восточная) марка — Дитрих I, маркграф (1210 — 1221)
  - Люксембург — Эрмезинда, графиня (1197 — 1247)
  - Марк — Адольф I, граф (1198 — 1249)
  - Мейсенская марка — Дитрих I, маркграф (1198 — 1221)
  - Мекленбург — Генрих Борвин I, князь (1178 — 1227)
  - Мерания — Оттон I, герцог (1204 — 1234)
  - Монбельяр — Ричард II, граф (1204 — 1228)
  - Монферрат — Вильгельм VI, маркграф (1207 — 1226)
  - Намюр — Филипп II, маркграф (1212 — 1226)
  - Нассау — 
    - Генрих II, граф (1198 — 1247)
    - Роберт IV, граф (1198 — 1230)

  - Ольденбург — 
    - Христиан II, граф (1209 — 1251)
    - Оттон I, граф (1209 — 1256)

  - Рейнский Пфальц — Людвиг I, пфальцграф (1214 — 1227)
  - Саарбрюккен — Симон III, граф (1207 — 1245)
  - Савойя — Томас I, граф (1189 — 1233)
  - Саксония — Альбрехт I, герцог (1212 — 1260)
  - Салуццо — Манфред III, маркграф (1215 — 1244)
  - Тироль — Альбрехт IV, граф (1190 — 1253)
  - Трирское курфюршество — Теодорих II, курфюрст (1212 — 1242)
  - Тюрингия — Герман I, ландграф (1190 — 1217)
  - Церинген — Бертольд V, герцог (1186 — 1218)
  - Чехия — Пржемысл Отакар I, король (1198 — 1230)
    - Моравская марка — Владислав Йиндржих, маркграф (1192 — 1194, 1197 — 1222)

  - Швабия — Фридрих VII (король Фридрих II), герцог (1212 — 1217)
  - Шверин — 
    - Гунцелин II, граф (1195 — 1220)
    - Генрих I Черный, граф (1195 — 1228)

  - Эно (Геннегау) — Жанна, графиня (1205 — 1244)
  - Юлих — Вильгельм III, граф (1207 — 1218)
- Сербия (Рашка) — Стефан II Первовенчанный, великий жупан (1196 — 1202, 1204 — 1217)
- Сицилийское королевство — Генрих II, король (1212 — 1217)
- Тевтонский орден — Герман фон Зальца, великий магистр (1209 — 1239)
- Уэльс —
  - Гвинед — Лливелин Великий, принц (1195 — 1240)
  - Дехейбарт — 
    - Майлгун ап Рис, король (1201 — 1216)
    - Рис Григ, король (1216 — 1234)

  - Поуис Вадог — Мадог ап Грифид Майлор, король (1191 — 1236)
  - Поуис Венвинвин — 
    - Гвенвинвин ап Оуайн, король (1195 — 1208, 1212 — 1216)
    - Лливелин Великий, король (1208 — 1212, 1216 — 1240)
- Франция — Филипп II Август, король (1180 — 1223)
  - Ангулем — Изабелла, графиня (1202 — 1246)
  - Арманьяк — Жеро V, граф (1215 — 1219)
  - Блуа — Тибо VI, граф (1205 — 1218)
  - Бретань — Аликс де Туар, герцогиня (1206 — 1221)
  - Булонь — 
    - Ида Булонская, графиня (1173 — 1216)
    - Матильда де Даммартен, графиня (1216 — 1260)

  - Бургундия (герцогство) — Эд III, герцог (1192 — 1218)
  - Макон — Гильом IV, граф (1184 — 1224)
  - Невер — Матильда де Куртене, графиня (1199 — 1257)
  - Овернь — Ги II, граф (1195 — 1222)
  - Прованс — Раймунд VI Тулузский, маркиз (1194 — 1222)
  - Тулуза — Раймонд VI, граф (1194 — 1222)
  - Фландрия — Жанна, графиня (1205 — 1244)
  - Фуа — Раймунд Роже, граф (1188 — 1223)
  - Шалон — Беатрис, графиня (1192 — 1227)
  - Шампань — Тибо IV Трубадур, граф (1201 — 1253)
- Швеция — 
  - Эрик X Кнутсен, король (1208 — 1216)
  - Юхан I, король (1216 — 1222)
- Шотландия — Александр II, король (1214 — 1249)

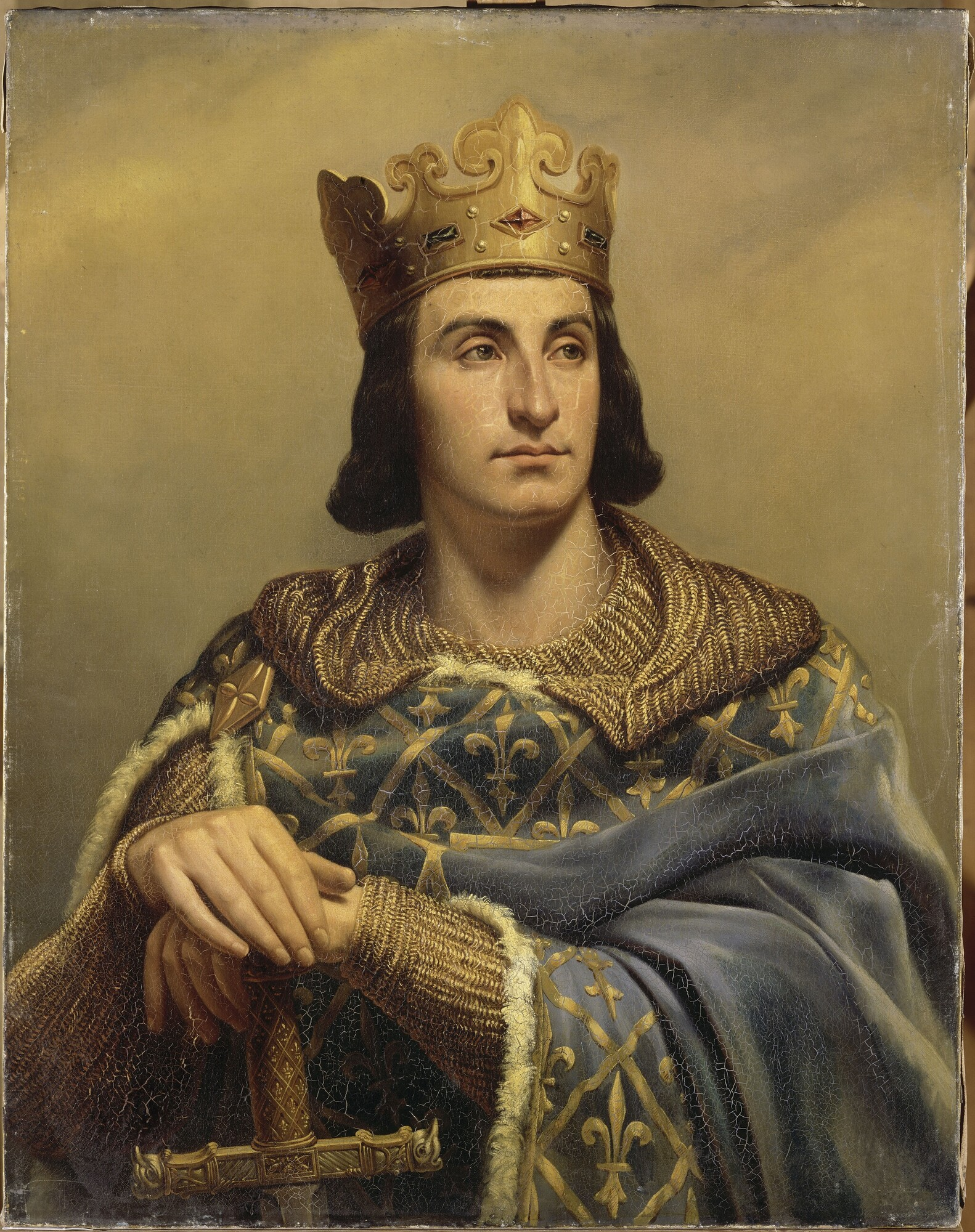
Филипп II Август 1180-1223 Король Франции
Чингизхан 1206-1227 Великий хан Монголии
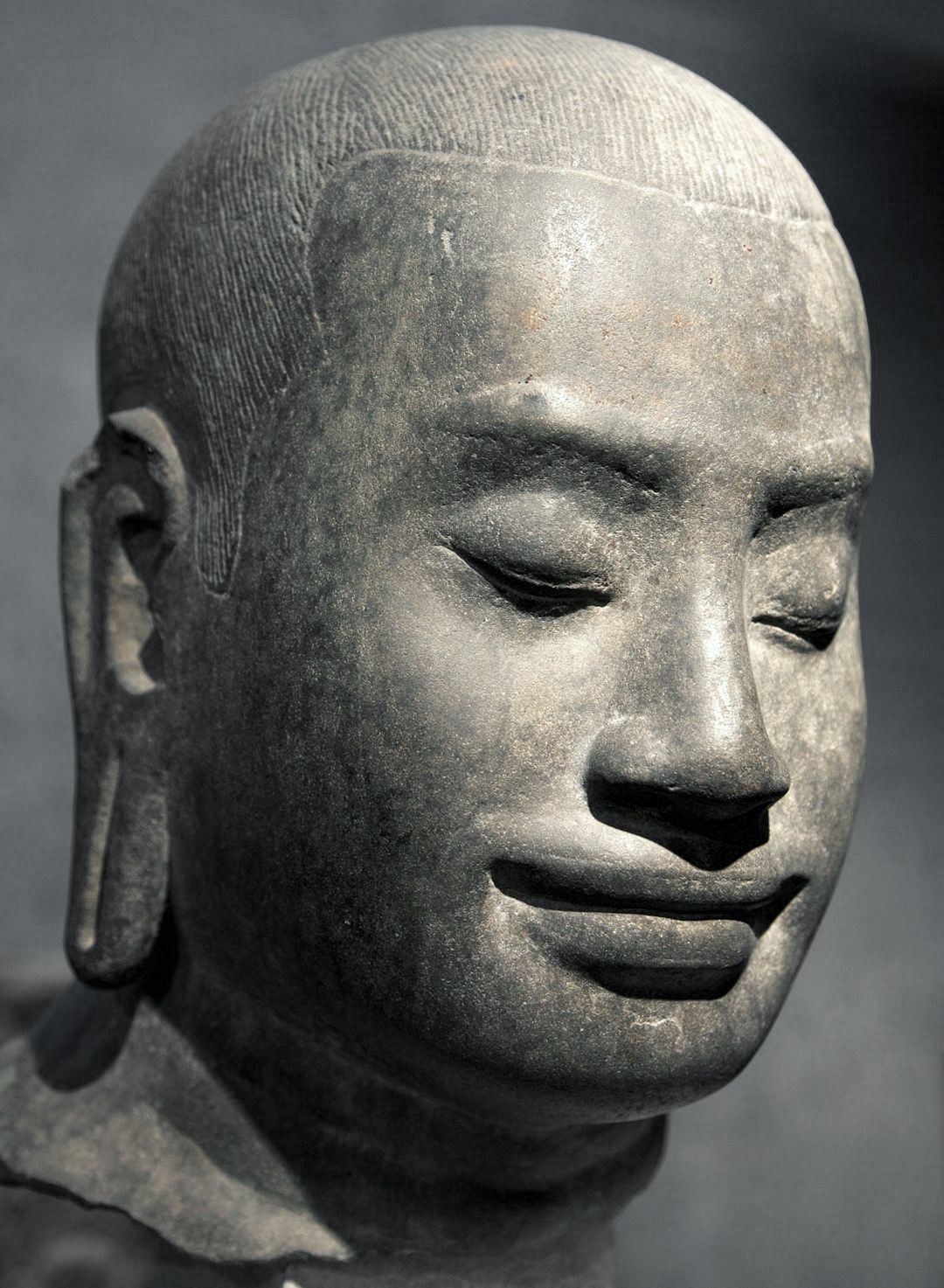
Джайаварман VII 1178-1218 Император Кхмерской империи
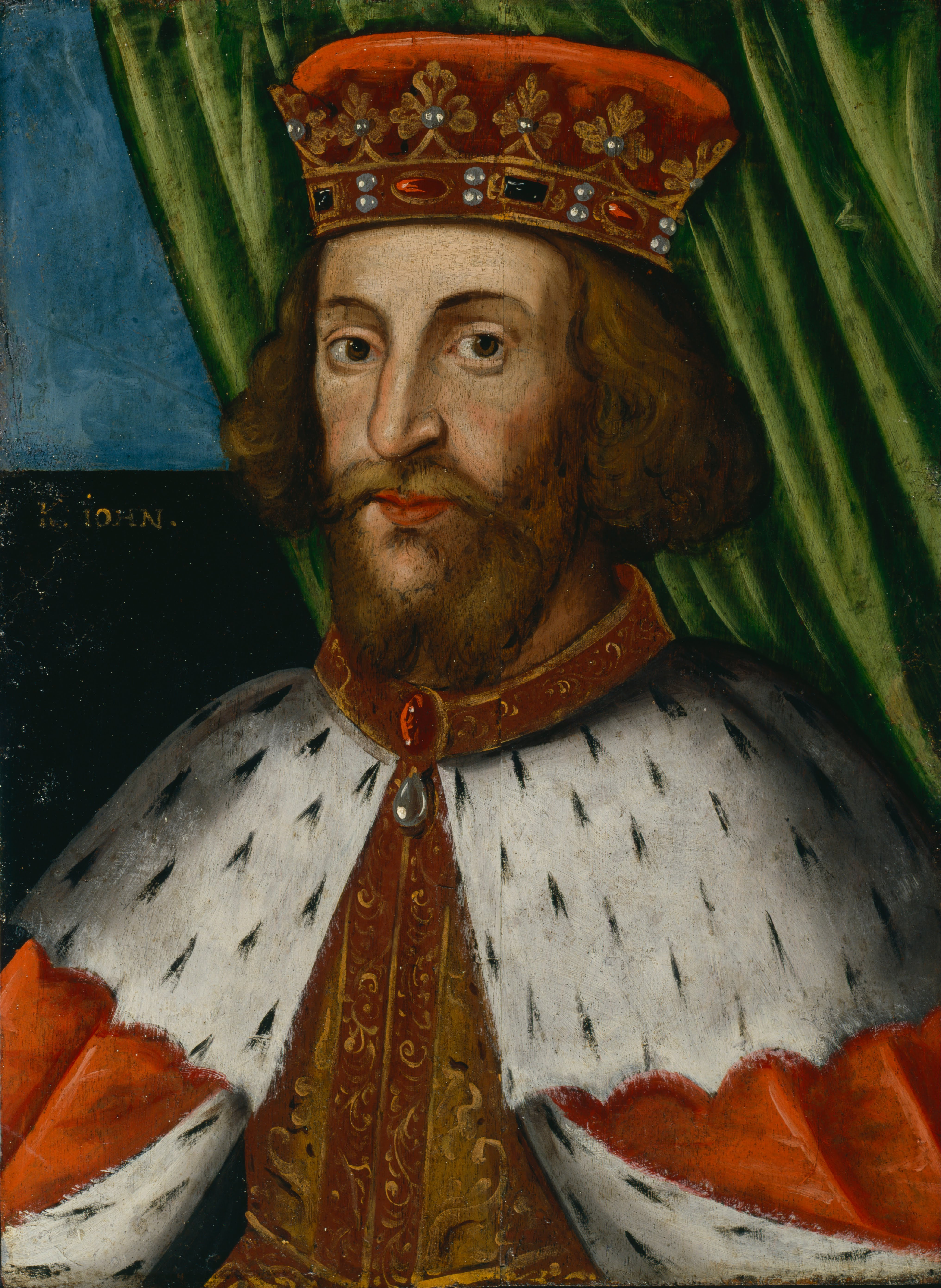
Иоанн I Безземельный 1199-1216 Король Англии
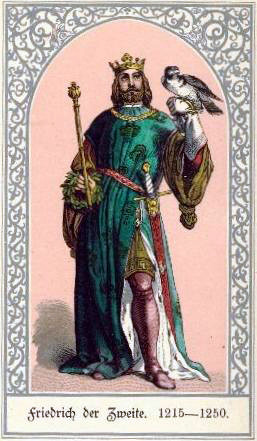
Фридрих II 1212-1220 Король Германии
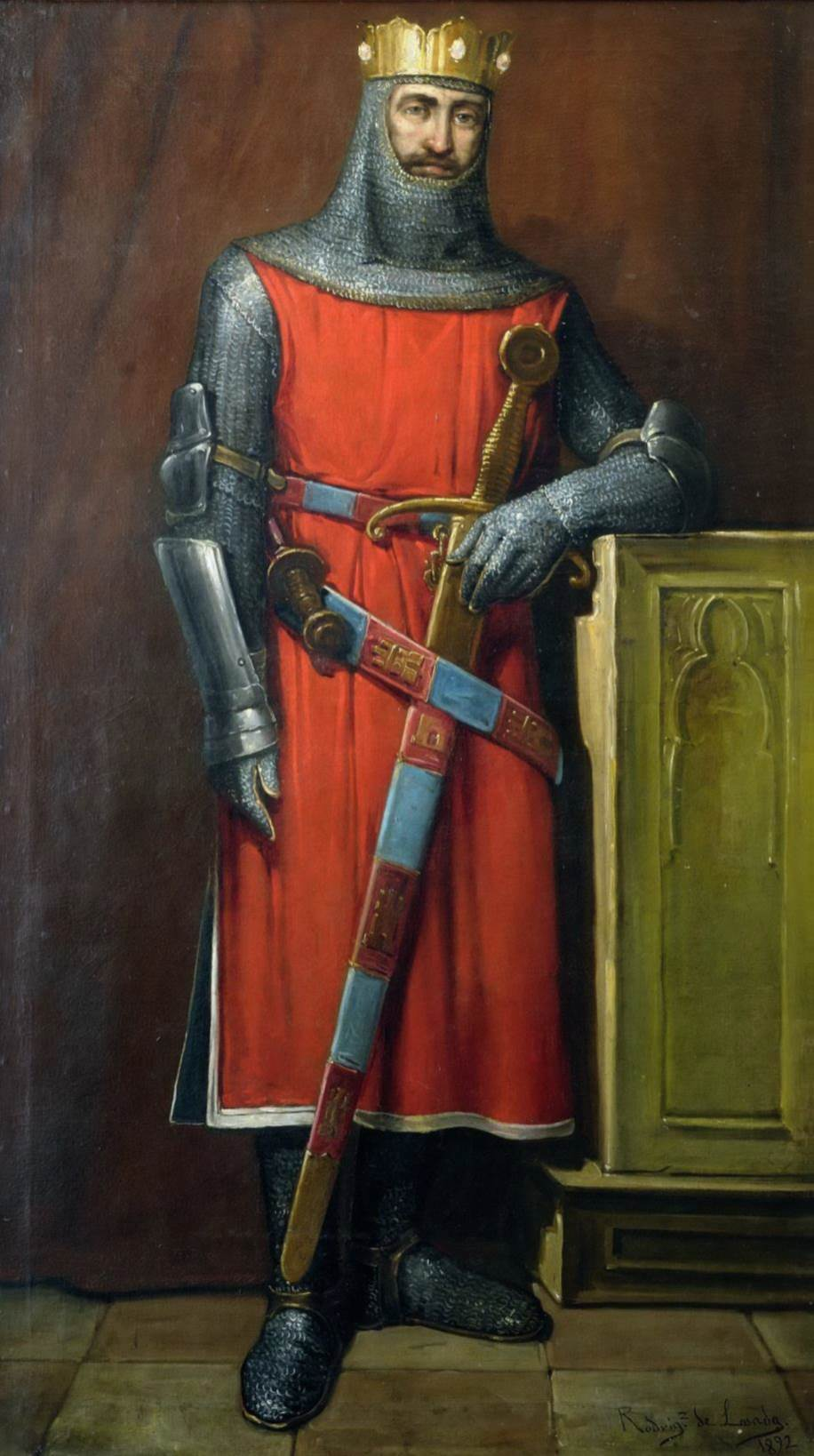
Альфонсо IX 1188-1230 Король Леона
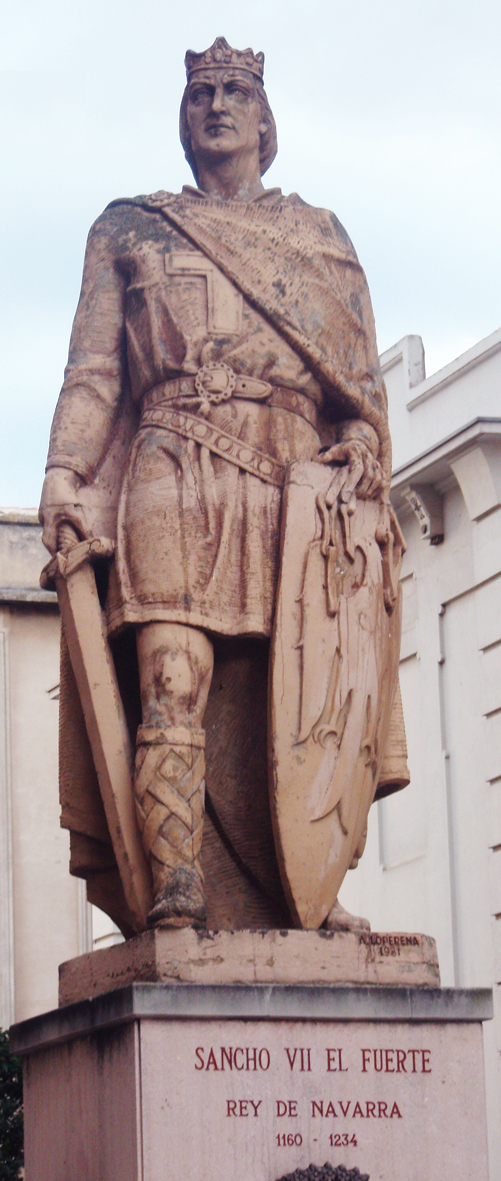
Санчо VII Сильный 1194-1234 Король Наварры
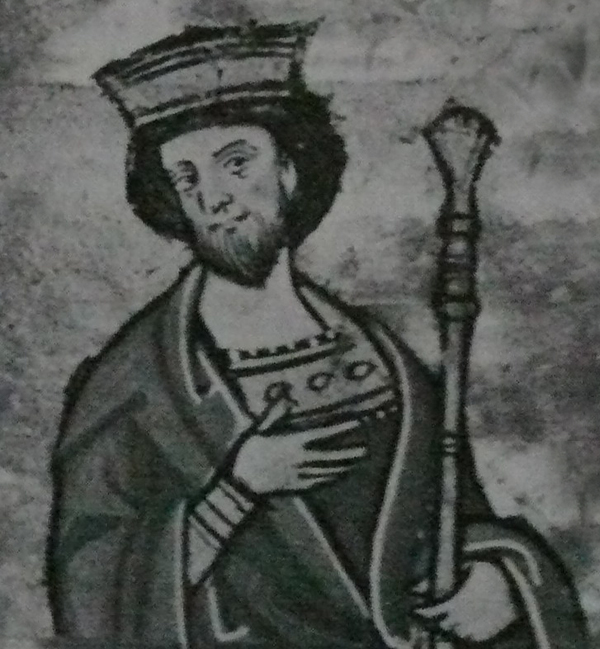
Пржемысл Отакар I 1198-1230 Король Чехии
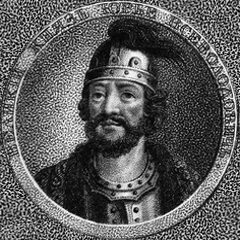
Юрий Владимирович 1212-1216, 1218-1238 Великий князь Владимирский
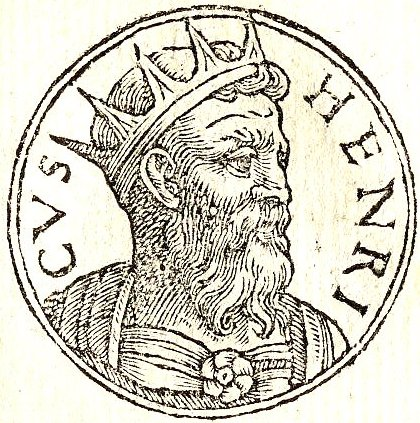
Генрих I 1206-1216 Император Латинской империи
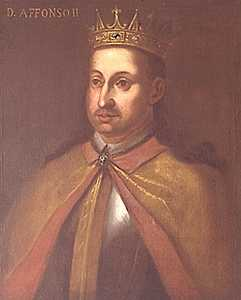
Афонсу II 1212-1223 Король Португалии
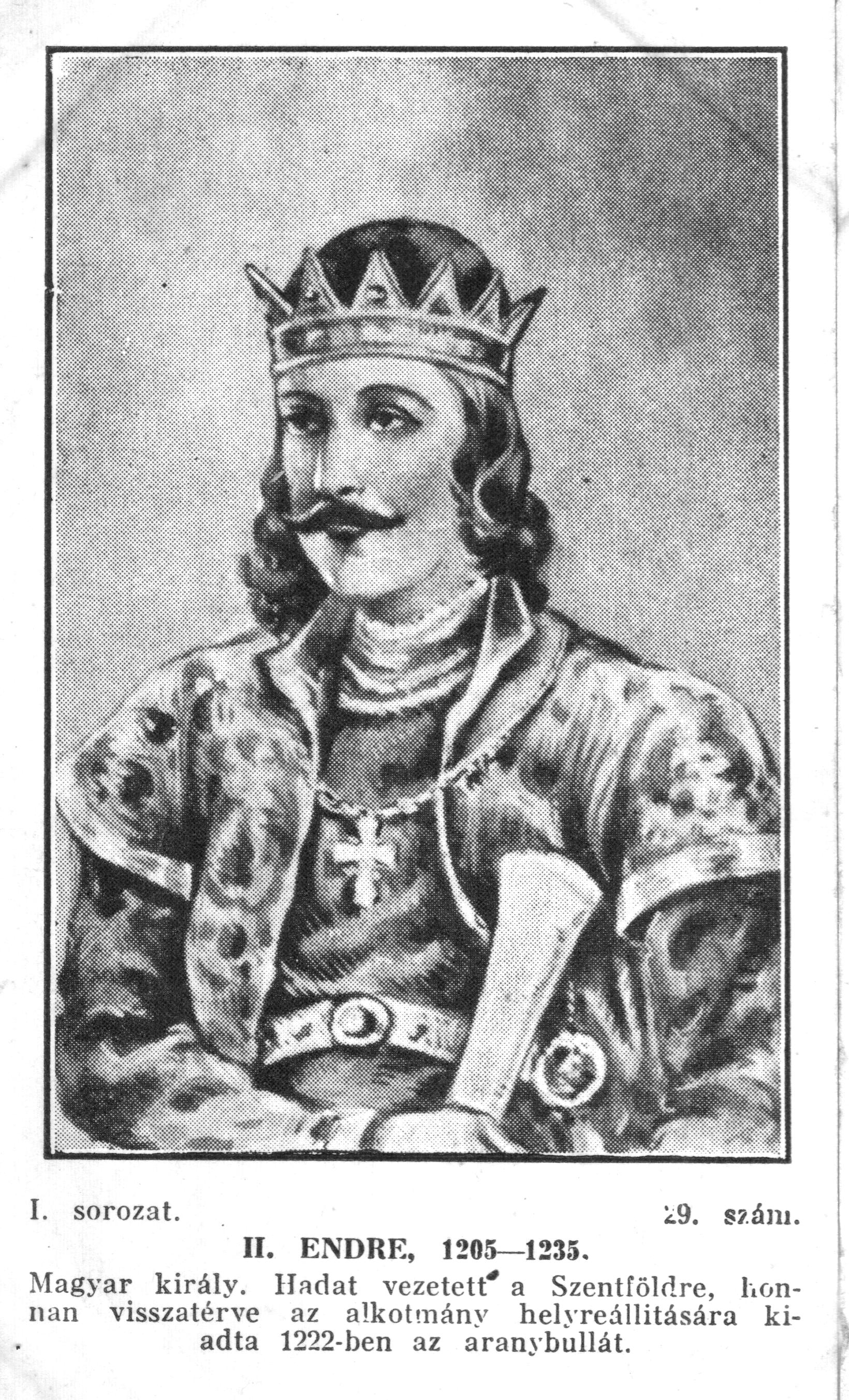
Андраш II 1205-1235 Король Венгрии
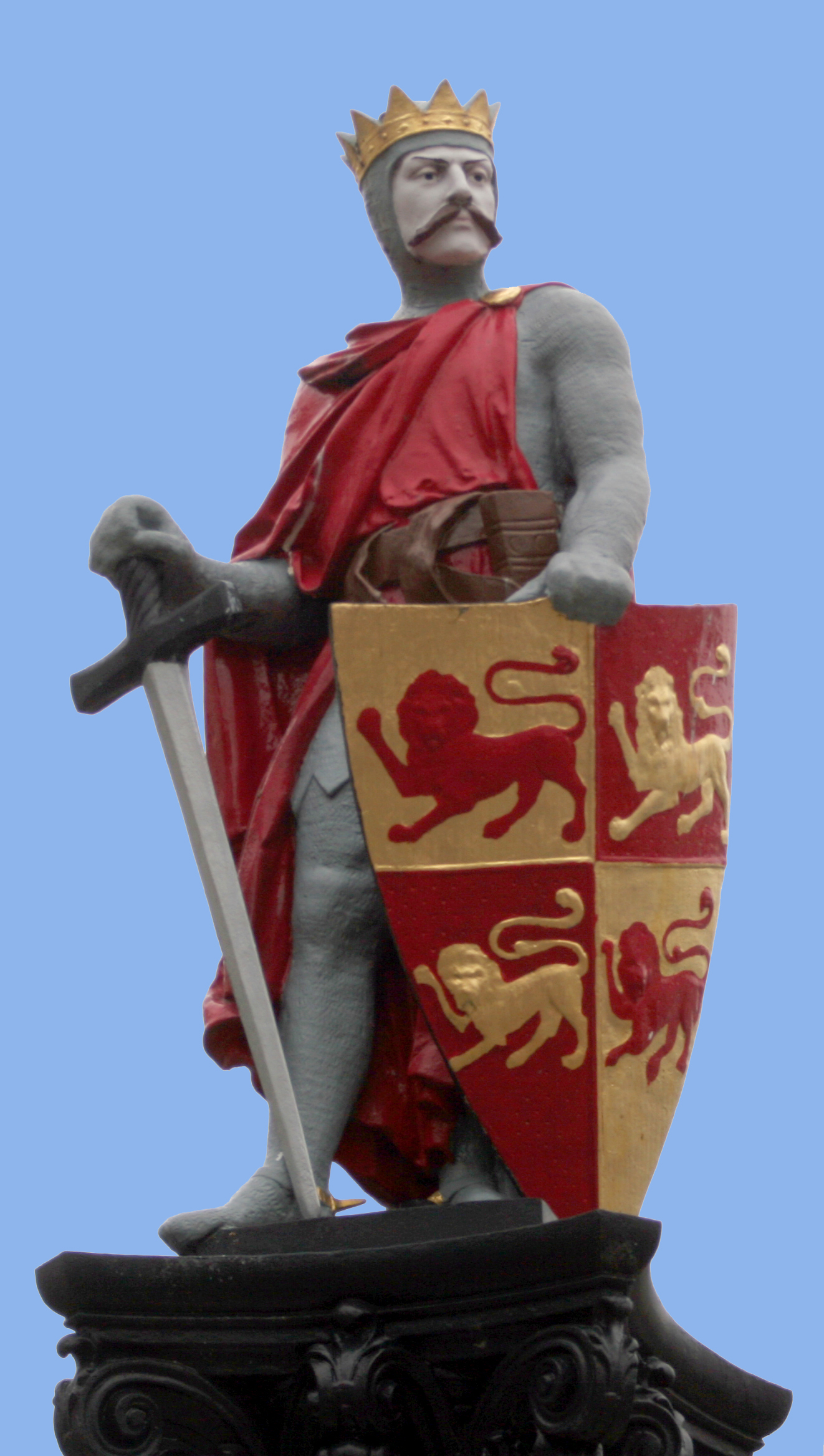
Лливелин Великий 1195-1240 Принц Уэльса
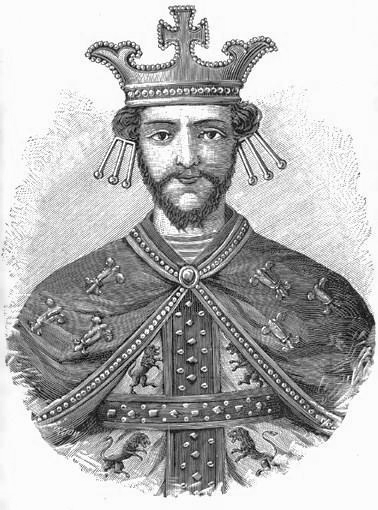
Левон II 1198-1219 Царь Киликии
Нин-цзун 1194-1224 Император Китая
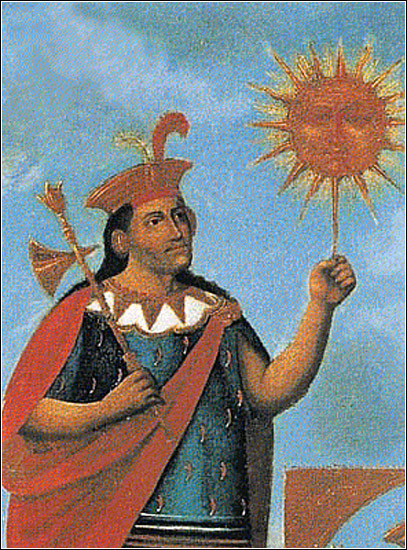
Манко Капак 1200-1230 Сапа Инка
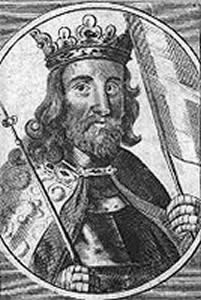
Вальдемар II 1202-1241 Король Дании
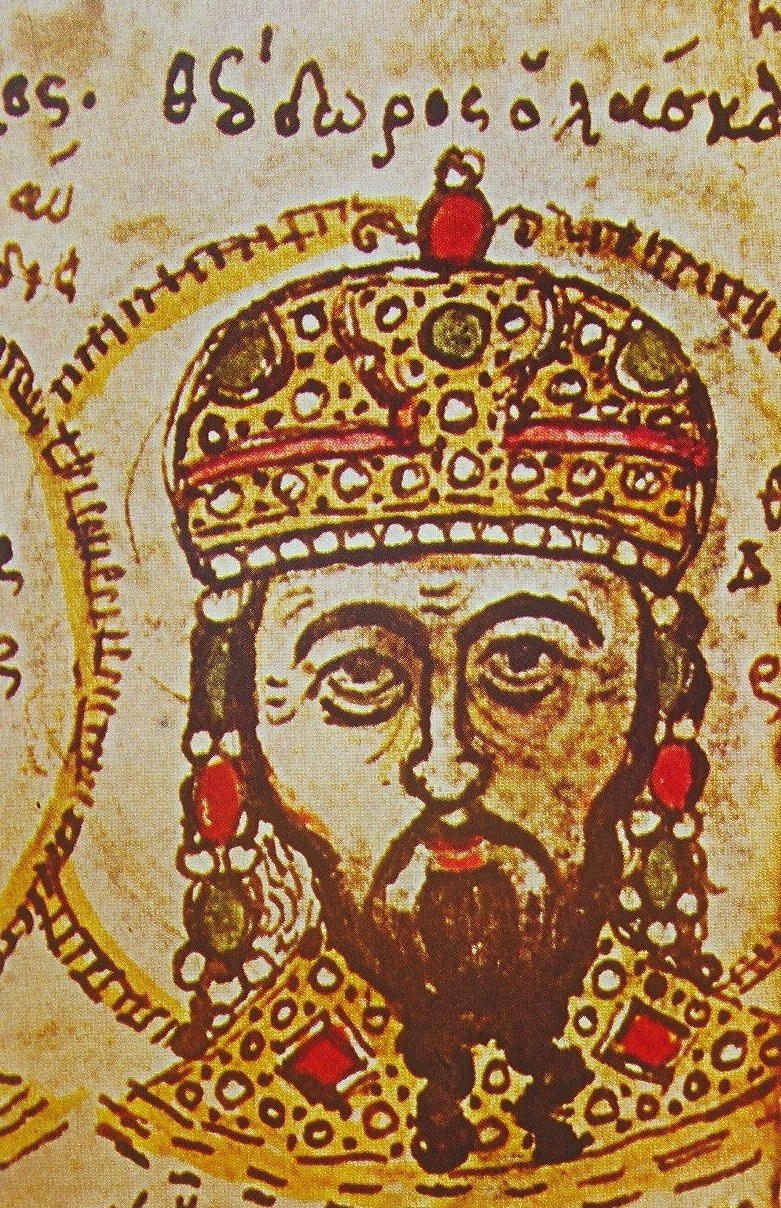
Феодор I Ласкарис 1206-1221 Император Никейской империи
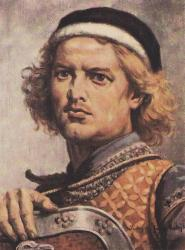
Лешек Белый 1206-1210, 1211-1227 Князь Краковский
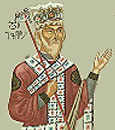
Георгий IV Лаша 1213-1223 Царь Грузии
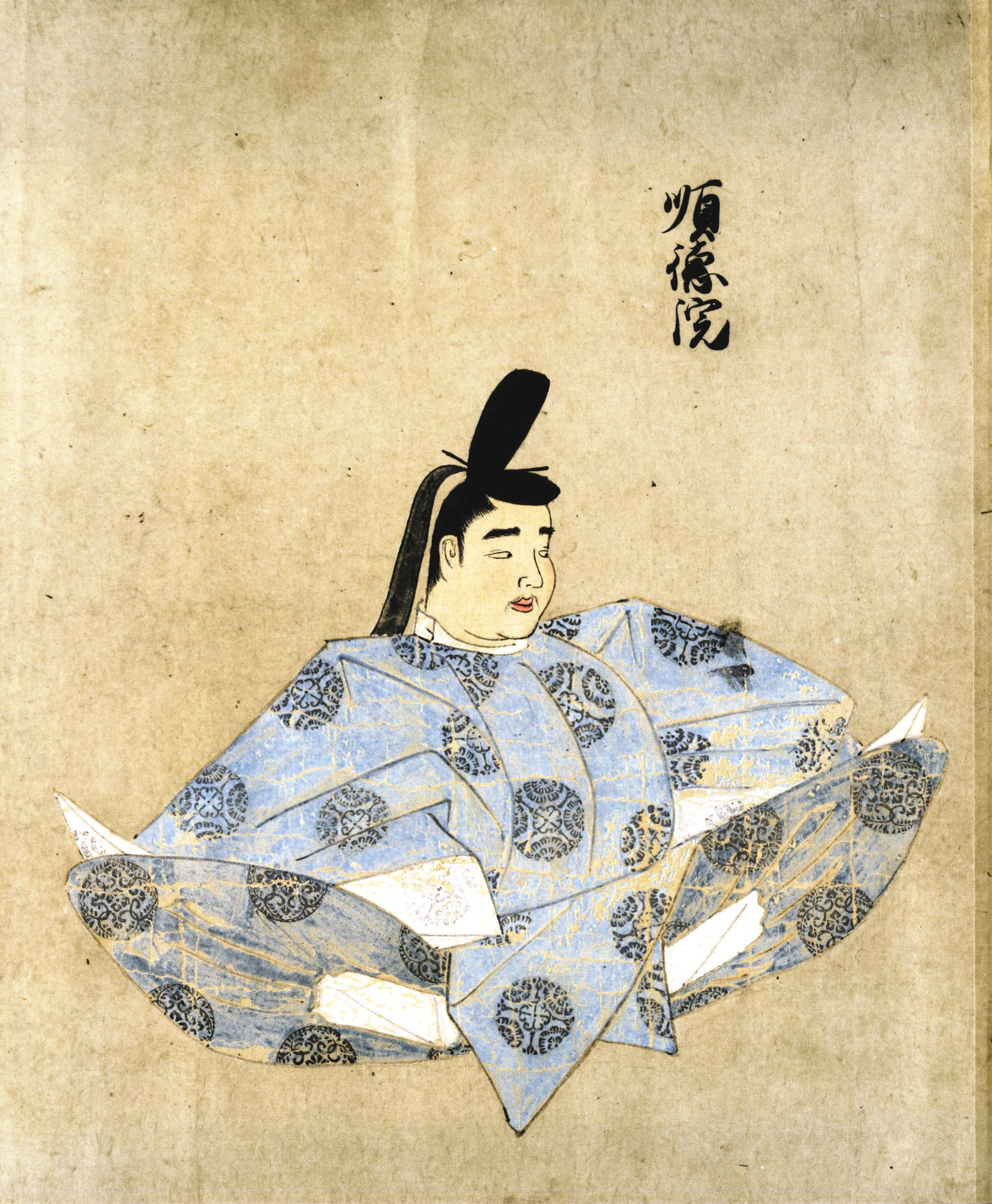
Дзюнтоку 1210-1221 Император Японии
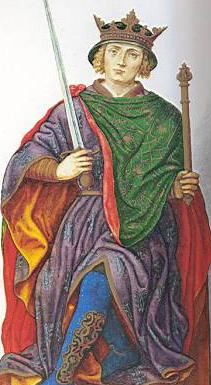
Энрике I 1214-1217 Король Кастилии
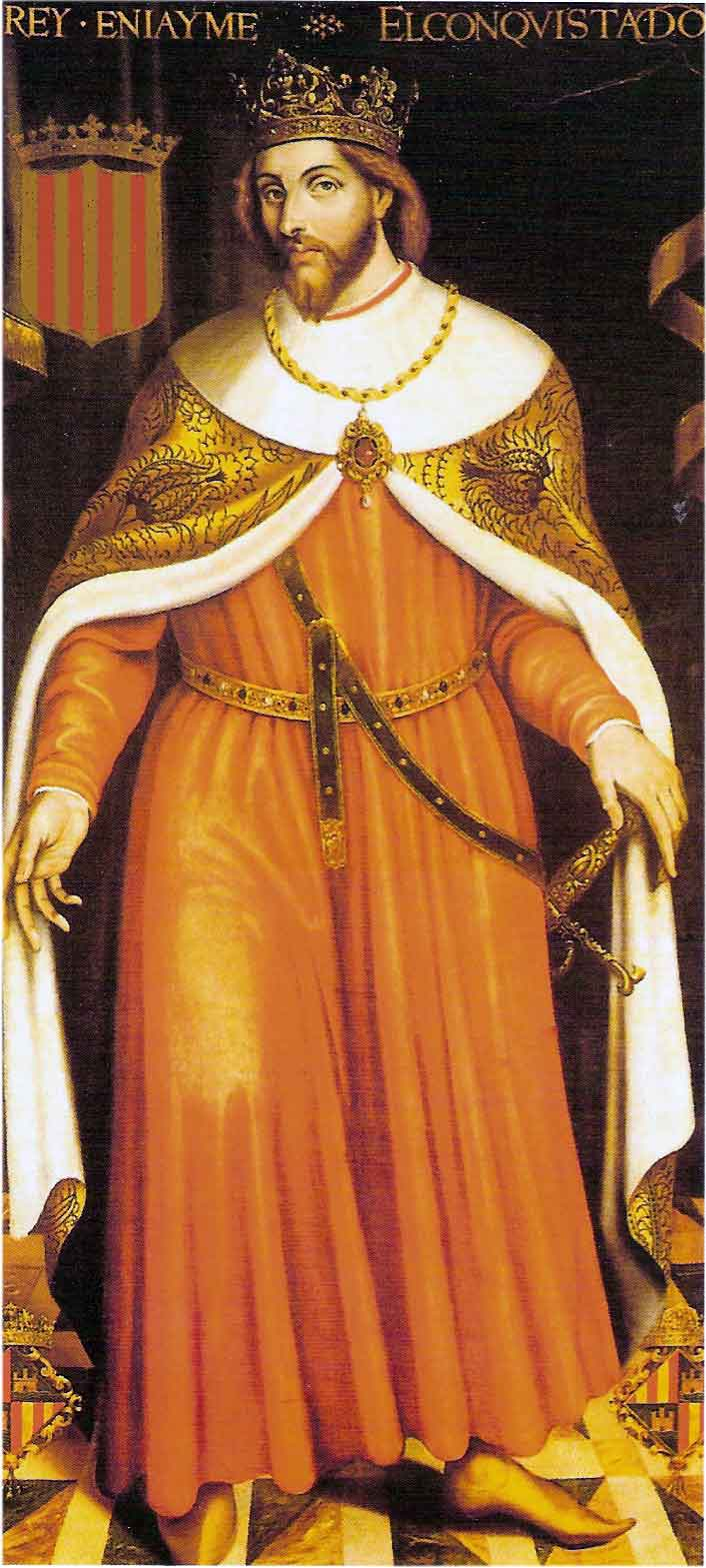
Хайме I Завоеватель 1213-1276 Король Арагона
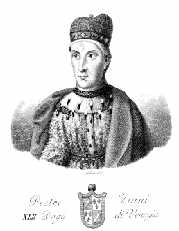
Пьетро Дзиани 1205-1229 Дож Венеции
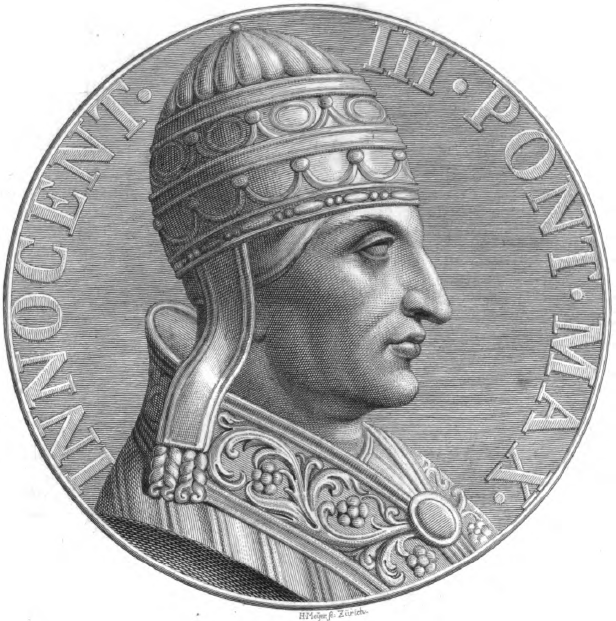
Иннокентий III 1198-1216 Папа римский